# Enjolras
Enjoras é uma das personagens principais do romance Os Miseráveis de Victor Hugo. Estudante idealista, Enjolras destaca-se por liderar uma das frentes revolucionárias na insurreição popular de 1832 contra o regime monárquico de Luís Filipe.

## Enjolras no romance

### Início de vida
Pouco é dado a saber sobre as origens de Enjolras. O narrador descreve-o como filho único e abastado, belo como os anjos, loiro, senhor de uns olhos azuis penetrantes mas carregados de uma contínua melancolia pensativa. Desapegado de tudo o que seja remotamente ligado com relações amorosas, Enjolras prefere dedicar a sua juventude ao estudo do direito e à defesa feroz da causa republicana até ser morto pelos militares na barricada.

### Terceira Parte: Marius
Enjolras apenas nos é dado a conhecer na terceira parte do romance. Por volta de 1830 o jovem surge-nos liderando “Os Amigos do ABC”, um grupo de universitários que se encontra em grande ascensão social e intelectual. Não sendo mais do que meros mancebos idealistas, vários amigos reúnem-se na praça pública, em cafés e casas de vinho para discutir e debater a acção governamental, as condições do povo francês e os direitos do homem em geral. Cedo criam laços com as várias faculdades parisienses e com os mais pobres dos cidadãos. Enjolras, por força da palavra, sempre se destaca dos seus companheiros, sendo amplamente respeitado pelas mais diversas figuras, desde os sérios estudantes aplicados ao trabalho académico até Grantaire, o alcoólico e desnaturado colega que, apesar das suas grandes capacidades intelectuais, pouco mais faz da vida do que vadiar.
Por vezes, porém, o ambiente nas reuniões do ABC torna-se aceso devido à divergência de opiniões entre alguns dos seus membros. Uma das mais notórias discussões políticas trava-se entre Enjolras e o então recém-chegado à universidade Marius Pontmercy, na qual o segundo defende abertamente o regime e os feitos de Napoleão. Poucos são, contudo, os que apoiam Marius, que acaba por se ver sozinho perante uma multidão que, encabeçada por Enjolras, alega preferir a mais genuína liberdade a qualquer épica conquista europeia por parte do imperador.

### Quarta Parte: O Idílio da Rua Plumet e a Epopeia da Rua de St. Denis
O tempo passa. Apesar de querido entre os seus amigos, Marius tende ainda assim a colocar-se à parte da maioria das andanças boémias e conspiradoras dos camaradas de estudos. Este afastamento acentua-se no momento em que entra num secreto relacionamento amoroso com a jovem Cosette. A nada disto liga Enjolras, que se mantém firme na edificação de um espírito revolucionário entre os que o rodeiam.
Então o dia crucial chega. O general Lamarque, tido em grande conta pelos estudantes e as mais pobres franjas da sociedade, falece. Querendo prestar homenagem ao oficial e pressentindo que o seu funeral traria alguma agitação às populações, Enjolras reune-se com os seus amigos do ABC, Courfeyrac, Combeferre e Feully e juntos partem para a cerimónia. Pressente-o bem o estudante, pois numa questão de horas vários grupos de cidadãos começam a insurgir-se contra a autoridade.
Enjolras mostra-se desde logo disposto a participar na insurreição de forma activa. Na zona do mercado de S. João, onde o posto da guarda já havia perecido, os jovens armam-se como podem. Por esta altura já contavam com o apoio de outros colegas, Bahorel e Jean Prouvaire e mais alguns populares e vagabundos. Enjolras opta por se munir de uma espingarda de caça de dois canos. Ainda assim o jovem está determinado a recrutar todos os seus amigos para a causa e contrata um gaiato para alertar os restantes camaradas do ABC, Bossuet, Jolly e Grantaire.
A multidão que dirige, porém, acaba por ir ter à rua onde estes se encontram reunidos e, vendo-a propícia à criação de uma barricada, aí mesmo decidem assentar. Desde logo que Enjolras se demarca como figura proeminente, dando instruções na construção das improvisadas muralhas, motivando os homens, metendo Grantaire na ordem e distribuindo as munições e armamento.
A determinada altura decide chamar à parte o pequeno miúdo de rua Gavroche para lhe dar a missão de ir rondar as redondezas. É com espanto que o ouve dizer, antes de partir, que reconhece um dos voluntários da barricada como sendo o inspector de polícia Javert. Logo decide tomar medidas e ordena que prendam o espião que, confrontado com os factos, não nega tal estatuto. 
Um último incidente vem definitivamente conceder a Enjolras o estatuto de líder da barricada. Um homem de alegado nome Le Cabuc constata que a defesa dos insurrectos muito teria a ganhar com a tomada de um prédio anexo à rua onde se encontram. Tenta forçar a abertura das portas mas o porteiro que surge à janela recusa-se a abrir. Furioso, Le Cabuc abate o homem a tiro. Na mais demarcada das calmas, Enjolras executa o homem ali mesmo, fazendo dele exemplo para todos aqueles que, levados no espírito revolucionário, atentem contra a vida do cidadão comum.
Logo nas primeiras escaramuças entre o exército e os revoltosos, durante as quais nenhuma das partes sofre baixas dignas de nota, tomba a bandeira vermelha hasteada no topo da principal barricada. Cabe a um idoso, de seu nome Mabeuf, ter a bravura suficiente para, de peito aberto às balas, tornar a colocar o pano no seu lugar. Incrédulos, revoltosos e soldados nada fazem perante tal acto de aparente loucura, mas tal é a insolência de Mabeuf para com os representantes da autoridade que estes acabam por o abater. Tocado pelo acto de bravura, Enjolras nomeia o idoso mártir da insurreição.
Este acto de bravura desmedida dá o alento necessário aos barricados para se defenderem do primeiro grande ataque da guarda. Capitaneados por Enjolras, os insurrectos resistem firmes à invasão que apenas termina quando o seu companheiro Marius, acabado de chegar ao local, ameaça rebentar com toda a rua através da explosão de barris de pólvora caso os militares não recuem. A medo, a tropa foge de volta à sua posição.

### Quinta Parte: Jean Valjean

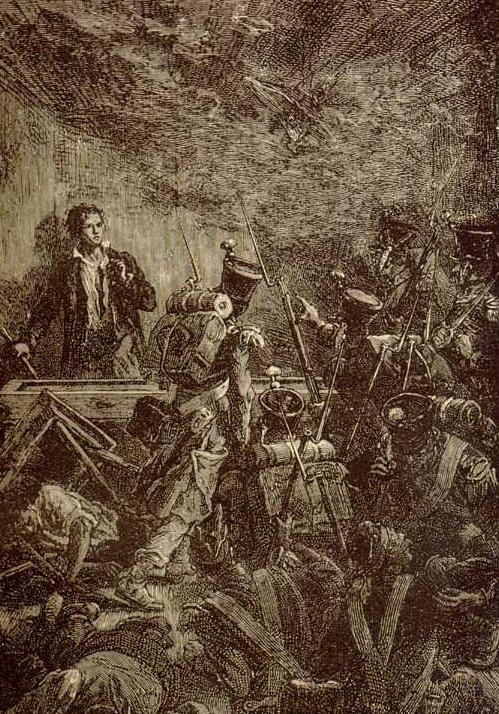
Enjolras é finalmente capturado.

A situação na barricada não se apresenta, contudo, a melhor. Por esta altura já toda a zona se encontrava bem delimitada e defendida, contando os insurrectos com o recinto comum da rua e o edifício da casa de vinhos Coríntio.
A forma como se haviam defendido do primeiro ataque, deu aos insurrectos um falso sentimento de segurança. Mais consciente dos perigos reais da situação, Enjolras parte a dada altura para fazer um reconhecimento. Quando regressa, anuncia que toda a tropa de Paris se encontra nas ruas fiel ao regime e todo o povo que, no dia anterior, estava efervescente está agora inerte.
Começa a ficar claro que dificilmente sairão daquele local com vida. Depois de conferenciar com Combeferre, declaram os dois estudantes então que alguns dos homens deverão abandonar o local usando as fardas dos soldados abatidos. Chega-se a consenso sobre quais os rebeldes que deveriam alcançar a salvação, cinco no total. Ainda que ao início não mais houvesse do que quatro fardas, cedo surge mais uma para assegurar a partida dos cinco eleitos, fornecida por um homem que nesse momento chega à barricada fardado, oferecendo a sua veste e os seus serviços.
A presença deste homem desperta desconfiança no espírito de alguns. A sua colaboração, porém, na defesa da barricada do fogo da artilharia inimiga cedo faz dissiparem-se tais sentimentos. O poderio bélico do inimigo vai desta forma sendo improvisadamente anulado, com a ajuda do recém-chegado e com a pontaria certeira de Enjolras que a tiro abate o artilheiro principal.
Mas o fogo pesado torna-se demasiado intenso a certo ponto, forçando os barricados a desperdiçar munições sobre a distante ofensiva. Vendo a barricada quase sem munições, o pequeno Gavroche que já antes havia dado provas de bravura, decide saltar para a rua palco dos combates e roubar os cartuchos caídos aos soldados que haviam perecido. Todos o tendam dissuadir detrás da barricada mas o pequeno continua o seu trabalho. Inevitavelmente é abatido. Marius, num impulso, salta para rua e consegue trazer o rapaz. Os insurrectos tinham mais um mártir.
Aproxima-se a batalha final. Vinte e oito homens contra toda a força de regimentos militares. O espião, Javert, continuava preso no seu canto esperando a sua morte. Jean Valjean, o homem que há poucas horas chegara de uniforme, pede a Enjolras para ser ele a despachar o inspector numa qualquer rua escura, algo que, pelo seu mérito na defesa da barricada, lhe é concedido. Isto sucede momentos antes da grande investida do exército.
Mas os insurrectos vendem cara a vida. Depois de a custo de muitos homens ser escalada a barricada pela tropa, no recinto comum combate-se ferozmente. Todos os líderes caem, Bossuet, Joly, Feuilly, Courfeyrac, Combeferre… até Marius desfalece a certo ponto de tão ferido e o seu destino parece certo. Enjolras, porém, sobe com os últimos resistentes à casa de vinhos e aí trava o último confronto, o último suspiro da barricada.
Quando dão com ele encostam-no à parede para o fuzilar. No mesmo instante acorda o seu companheiro Grantaire que durante todo este tempo estivera a curar a bebedeira. Pede licença a Enjolras para morrer ao seu lado e, juntos, perecem sobre a descarga dos soldados.

## Enjolras no musical

### Diferenças
A personagem de Enjolras pouco muda no musical. Nota-se apenas aqui uma maior proximidade entre ele e Marius e a alteração de um mero detalhe de encenação: no romance a sua morte consiste num rápido fuzilamento dentro da taberna O Coríntio, enquanto no musical Enjolras perece agitando a bandeira vermelha, morte semelhante à de M. Mabeuf.

### Músicas de Enjolras
- Look Down (Paris)
- ABC Café/Red and Black
- Do You Hear The People Sing?
- One Day More
- At the Barricade (Upon These Stones)
- Building the Barricade
- Javert's Arrival
- Little People
- Night of Anguish
- Dawn of Anguish
- Drink With Me
- The Second Attack (Death of Gavroche) 
- The Final Battle
- Finale   